# Marius Popp (jazz)
Marius Popp (Sibiu, 21 september 1935-8 november 2016) is en Roemeense jazz-pianist en componist in de hedendaagse jazz, smooth jazz, jazzrock en fusion.
Popp studeerde aan Institute of Architecture Ion Mincu in Boekarest en studeerde bij Maricica Neagu (piano), Ana Severa Benţia (piano), Alexandru Paşcanu (muziektheorie, harmonie, solfège) en Corneliu Gheorghiu (piano). Hij was lid van het sextet van Mihai Berindei en van Bucureşti Jazz Quartet en heeft gespeeld met onder andere Eugen Gondi en Johnny Răducanu. Hij heeft tevens samengewerkt met de Oostenrijkse saxofonist Harry Sokal. Hij heeft gewerkt met verschillende eigen groepen, waarmee hij opnames maakte voor Electrecord en Soft Records. Hij schreef muziek voor verschillende films (waaronder films van Dinu Tănase) en theaterstukken, verder schreef hij enkele theorieboeken, onder andere over jazzimprovisatie.

## Discografie
- Panoramic Jazz Rock, Electrecord, 1977
- Nodul Gordian, 1984
- Acordul Fin/Fine Tuning, Electrecord, 1989
- Jazz restitutio 3, 1993
- Flaşnetarium (met Peter Wertheimer), Electrecord, 1995
- Essential (compilatiealbum), Electrecord, 2006
- Roasted Seeds, Electrecord, 2008
- Live, Soft records, 2012
- Margine de Lume, Soft Records, 2013